# Arancha de Benito
Aránzazu de Benito Hernández (Madrid, 6 de noviembre de 1969) es una presentadora de televisión española que desarrolló la mayor parte de su trabajo en los años 1990.

## Biografía
Es hija del periodista Rafael de Benito, fallecido en 2010.
Tras trabajar esporádicamente como modelo, comienza a hacerse popular cuando es seleccionada en 1991 por Televisión Española para presentar el programa musical destinado al público adolescente Ponte las pilas, en el que comparte plató con Dani Martín (posteriormente líder del grupo El Canto del Loco), Alicia Bogo y Benjamin Barrington. Continuó con espacios de corte musical, presentando en 1993 el programa Los Primeros de la Primera (1993).
Dos años más tarde, también en la misma cadena, se responsabilizó junto al Locutor de radio Tony Aguilar del que fue el único programa musical en la temporada de 1995 en Televisión Española: Zona franca.
En los años siguientes, su actividad profesional disminuye, aunque no su presencia en los medios de comunicación, especialmente en las publicaciones conocidas como prensa rosa, debido a su romance con el futbolista José María Gutiérrez "Guti", con el que termina contrayendo matrimonio el 22 de junio de 1999.
En 2005 fue fichada por María Teresa Campos y se incorpora a la última etapa del magazine matinal de Antena 3 Cada día. Sin embargo, el espacio fue cancelado pocos meses después debido a que no cumplía las expectativas de audiencia.
Ha participado en el concurso El primero de la clase (2006) en TVE, en el que amadrinó a uno de los niños participantes.
Entre 2007 y 2008 fue colaboradora del programa Las mañanas de Cuatro de Cuatro.
En 2009 se divorció de Guti tras casi 10 años de matrimonio y con quien tiene una niña, Zayra (15/12/2000), y un niño, Aitor José (21/01/2002).
En 2011 se incorporó al programa Espejo Público como tertuliana en Antena 3 con Susanna Griso.